# Liste der Stolpersteine in Frankfurt-Oberrad
Die Liste der Stolpersteine in Frankfurt am Main führt die vom Künstler Gunter Demnig verlegten Stolpersteine in Frankfurt am Main auf. Die Initiative Stolpersteine in Frankfurt am Main e. V. hat seit November 2003 die Verlegung von ca. 2000 Stolpersteinen, mindestens fünf Kopfsteinen und mindestens vier Stolperschwellen veranlasst. Die Initiative wird von der Stadt Frankfurt sowie von zahlreichen Institutionen, darunter das Jüdische Museum und das Institut für Stadtgeschichte unterstützt.
Die Steine erinnern an Menschen, die während der Zeit des Nationalsozialismus verfolgt, verhaftet, gequält, entrechtet, zur Flucht oder zum Suizid getrieben oder ermordet wurden. An ihrem letzten frei gewählten Wohnort in Frankfurt erinnern die Steine an alle Opfer des Nationalsozialismus: an Juden, Sinti und Roma, politisch Verfolgte, Zeugen Jehovas, Homosexuelle und Zwangsarbeiter, an als „asozial“ gebrandmarkte Menschen und an die Opfer der sogenannten „Euthanasie“-Morde an Kranken und Behinderten.
Im Oktober 2018 verlegte Gunter Demnig in Frankfurt den europaweit siebzigtausendsten Stein.
Die Stadtteile sind nach der Liste der Stadtteile von Frankfurt am Main angelegt. In den nicht gelisteten Stadtteilen liegen bislang keine Stolpersteine.
Über die hinter den Namen der Opfer liegenden Links lässt sich die zugehörige Biographie auf der Homepage der Stadt Frankfurt aufrufen.

## Liste
| Adresse             | Name                      | Verfolgungsschicksal                                                                     | Verlegedatum  | Bild | Anmerkung               |
| ------------------- | ------------------------- | ---------------------------------------------------------------------------------------- | ------------- | ---- | ----------------------- |
| Seeheimer Str. 8 ·  | Wolfgang Hirsch           | Wolfgang Hirsch Jg. 1863 deportiert 1942 Theresienstadt ermordet 3.10.1942               | 30. Okt. 2024 |      |                         |
| Seeheimer Str. 8 ·  | Emilie Hirsch             | Emilie Hirsch geb. Heinemann Jg. 1866 deportiert 1942 Theresienstadt ermordet 14.10.1942 | 30. Okt. 2024 |      |                         |
| Seeheimer Str. 19 · | Oskar Wiesengrund         | Oskar Wiesengrund geb. ?.?.1866 Flucht 1939 Kuba USA                                     | 27. Jun 2021  |      |                         |
| Seeheimer Str. 19 · | Maria Barbara Wiesengrund | Maria Barbara Wiesengrund geb. Cavelli geb. 30. 9. 1865 Flucht 1939 Kuba USA             | 27. Jun 2021  |      | Siehe auch Wiki Artikel |
| Seeheimer Str. 19 · | Theodor W. Adorno         | Theodor W. Adorno geb. 11. 9. 1903 Flucht 1933 England USA                               | 27. Jun 2021  |      | Siehe auch Wiki Artikel |